# غريغ جنسن
غريغ جنسن (بالإنجليزية: Greg Jensen)‏ هو لاعب كرة قدم أمريكية أمريكي، ولد في 23 يناير 1962.

## وصلات خارجية
- غريغ جنسن على موقع مرجع كرة القدم المحترفة.كوم (الإنجليزية)